# Papyrossa Verlag
Der PapyRossa Verlag (eigene Schreibweise) ist ein politisch linker Verlag in der Rechtsform einer GmbH & Co. KG mit dem Geschäftssitz in Köln. Geschäftsführer sind Glenn Jäger und Tammo Wetzel, eine Prokura hat Jürgen Harrer.

## Geschichte
1990 gründeten Jürgen Harrer und Christa Herterich vom Pahl-Rugenstein Verlag zusammen mit Peter Bergmann den PapyRossa Verlag. Aus dem Programm des insolventen Pahl-Rugenstein Verlages konnte der Papyrossa Verlag dreißig Titel aus dem Bereich Sachbuch übernehmen. Seither publizierte der neue Verlag mehr als 800 Titel (Stand: Juni 2024).

## Programm
Das Programm des Verlags (ca. 25–30 Neuerscheinungen im Jahr) umfasst die Bereiche Geschichte, Politik, Sozialphilosophie, Ökonomie, Feminismus, Bildung und Schule, Alltagskultur sowie die Reihen Basiswissen Politik/Geschichte/Ökonomie und Hochschulschriften. Jährlich erscheint zudem der Taschenkalender Wir Frauen sowie das Memorandum der Arbeitsgruppe Alternative Wirtschaftspolitik. Es ist das Ziel des Verlags, aus gesellschaftskritischer Perspektive in aktuelle Debatten einzugreifen und grundlegendes historisches und theoretisches Wissen zur Verfügung zu stellen. Ein Beispiel hierfür sind die Thesen von Christoph Butterwegge zu den Themen Armut, Ungleichheit und Umverteilung des Reichtums.

## Autoren
Im Papyrossa Verlag haben u. a. folgende Autoren veröffentlicht (Stand: Juni 2024): 
- Georg Auernheimer
- Heinz-Josef Bontrup
- Dieter Boris
- Kemal Bozay
- Christoph Butterwegge
- Luciano Canfora
- Eberhard Czichon
- Kai Degenhardt
- Frank Deppe
- Wolfram Elsner
- Andreas Fisahn
- Ernst Fürntratt-Kloep
- Georg Fülberth
- Jonas Gabler
- Walter Grab
- Rolf Gössner
- Heinrich Hannover
- Florence Hervé
- Rudolf Hickel
- Eric Hobsbawm
- Wulf D. Hund
- Arno Klönne
- Jürgen Kuczynski
- Thomas Kuczynski
- Karin Leukefeld
- Domenico Losurdo
- Maria Mies
- Alfred J. Noll
- Gisela Notz
- Norman Paech
- Kurt Pätzold
- Kees van der Pijl
- Claudia Pinl
- Werner Rügemer
- Werner Ruf
- Heleno Saña
- Ingar Solty
- Rosemarie Schuder
- Herbert Schui
- Axel Troost
- Rolf Verleger
- Peter Wahl
- Manfred Weißbecker
- Felix Wemheuer
- Charlotte Wiedemann
- Gerd Wiegel
- Winfried Wolf
- Karl Georg Zinn